# MH OMLT
A Magyar Honvédség Katonai Tanácsadó Csoport (angolul Military Advisory Team, MAT) egy kis létszámú, kiképzőkből álló magyar katonai alakulat. Feladata az Afgán Nemzeti Hadsereg alakulatainak, az afgán nemzeti készenléti rendőrség, illetve az afgán határőrök kiképzésében és felkészítésében való részvétel, az ISAF erőkkel való kapcsolattartás biztosítása, valamint az alakulat műveleti tervezésének és végrehajtásának támogatása.
Magyar Honvédség Műveleti Tanácsadó és Összekötő Csoport (angolul Operational Mentoring and Liaison Team, OMLT) néven 2009-ben kezdte meg működését Afganisztánban, az MH PRT mellett. Az ohioi Nemzeti Gárdával együttműködve, a magyar vezetés alatt működő OMLT segítette az Afgán Nemzeti Hadsereg (ANA) Baglán tartományba települt ANA 209. hadtest 2. dandár 3. zászlóaljának műveleti felkészítését.
Az MH PRT-vel ellentétben – amely egy békefenntartó erő, és főleg fejlesztésekkel, segélyezéssel, rendfenntartó járőrözéssel foglalkozott és támadó műveletekben nem vehetett részt – az MH OMLT szükség esetén támadó hadműveletekben is részt vett az általuk kiképzett afgán alakulatok oldalán.
Az OMLT által mentorált afgán lövészzászlóalj 2012 nyarán megkapta az ISAF önálló műveletre alkalmas minősítését, így az év végén az OMLT átalakult, és Katonai Tanácsadó Csoport (MAT) név alatt megkezdte a felkészülést új szerepére. Ennek keretében a MAT Mazar-e Sharif közelében új táborba költözött, feladata pedig a Mazar-e Sharifban lévő afgán nemzeti készenléti rendőrség, illetve az afgán határőrök törzsmunkájának támogatása lett.